# Alliance européenne pour la liberté
Ne doit pas être confondu avec Alliance libre européenne.
L’Alliance européenne pour la liberté (AEL) est un ancien parti politique européen eurosceptique. Il est fondé à la fin de l'année 2010 et reconnu par le Parlement européen en 2011. Il est dissous en 2014.

## Historique
Le siège de l'Alliance se situe à Birkirkara, à Malte. L'Autrichien Franz Obermayr est président de l'organisation depuis novembre 2012, succédant à Godfrey Bloom, son premier président. Ses vice-présidents sont le Flamand Philip Claeys et la Française Marine Le Pen. Son secrétaire-général est Sharon Ellul-Bonici, de Malte.
En 2011, l'AEL a obtenu une subvention par le Parlement européen d'au maximum 372 753 euros. En 2012 ce maximum était 360 455 euros. La fondation politique européenne affiliée est la Fondation européenne pour la liberté.
En vue des élections européennes de 2014, la création d'un groupe au Parlement européen est prévue autour du Front national français qui doit rassembler au moins 25 députés de 7 nationalités différentes. Mais le Parti pour l'indépendance du Royaume-Uni (UKIP) et Alternative pour l'Allemagne (AfD) ont refusé de se joindre cette nouvelle alliance, alors que des partis plus radicaux comme le Parti national-démocrate d'Allemagne, le Parti national britannique, l'Aube dorée grecque ou le Jobbik hongrois n'ont pas été autorisés à s'y associer, car jugés trop extrémistes par le FN,,,,.
En octobre 2014, l'AEL disparaît silencieusement alors que ses membres forment le Mouvement pour l'Europe des nations et des libertés (MENL), nouveau parti politique européen, mais sans le PVV qui préfère ne recevoir aucun financement de l'Union européenne. En juin 2015, Marine Le Pen et Geert Wilders annoncent la création d'un groupe Europe des nations et des libertés rassemblant les députés européens de plusieurs partis membres du MENL (le Front national, le FPÖ, la Ligue du Nord et le Vlaams Belang), auxquels se sont joints le PVV néerlandais, deux membres du KNP polonais et une élue exclue du UKIP, Janice Atkinson,,.

## Membres du parti européen

### 7elégislature
| Pays     | Parti                          | Député                                        |
| -------- | ------------------------------ | --------------------------------------------- |
| Autriche | Parti de la liberté d'Autriche | Andreas Mölzer Franz Obermayr Harald Vilimsky |
| Belgique | Vlaams Belang                  | Philip Claeys Gerolf Annemans                 |
| France   | Front national                 | Marine Le Pen,                                |
| Italie   | Ligue du Nord                  | Matteo Salvini                                |
| Malte    | Sans étiquette                 | Sharon Ellul-Bonici                           |
| Pays-Bas | Parti pour la liberté          | Geert Wilders                                 |

#### Anciens membres
| Pays        | Parti                                           | Député                          |
| ----------- | ----------------------------------------------- | ------------------------------- |
| Allemagne   | Citoyens en colère                              | Torsten Groß                    |
| Hongrie     | Sans étiquette                                  | Krisztina Morvai                |
| Lituanie    | Ordre et justice                                | Rolandas Paksas Juozas Imbrasas |
| Royaume-Uni | ancien Parti pour l'indépendance du Royaume-Uni | Godfrey Bloom                   |
| Suède       | Démocrates suédois                              | Kent Ekeroth                    |

### 8elégislature
La tentative de constituer un bloc eurosceptique au Parlement européen a échoué dans un premier temps. Le FN choisit alors de remplacer l'AEL, formée de membres individuels, par un nouveau parti, le Mouvement pour l'Europe des nations et des libertés (MENL), mais sans le PVV. Ces partis arrivent à trouver de nouveaux alliés et à créer un groupe, l'Europe des nations et des libertés, le 16 juin 2015.
| Pays     | Parti                                | Sièges |
| -------- | ------------------------------------ | ------ |
| France   | Front national (FN)                  | 23     |
| Italie   | Ligue du Nord (LN)                   | 5      |
| Autriche | Parti de la liberté d'Autriche (FPÖ) | 4      |
| Pays-Bas | Parti pour la liberté (PVV)          | 4      |
| Belgique | Vlaams Belang (VB)                   | 1      |